# لابرينث
لابرينث (بالإنجليزية: Labrinth) وإسمه الحقيقي تيميوتي لي تيم مكينزي (بالإنجليزية: Timothy Lee "Tim" McKenzie) وهو مغني وكاتب أغاني إنجليزي بريطاني في فن البوب وآر أند بي وهيب هوب، ولد في 4 يناير 1989 في لندن في المملكة المتحدة وأشهر أغانيه هي أغنية Beneath you beautifull التي احتلت المرتبة الأولى في المملكة المتحدة والتي غناها مع إيميلي ساندي وايضاً أغنية Jealous أشهر اغاني لابرنث المنفردة في سنة 2012 وكذلك غنى مع مغنين آخرين مثل تيني تيمباه.

## روابط خارجية
- لابرينث على موقع IMDb (الإنجليزية)
- لابرينث على موقع ميوزك برينز (الإنجليزية)
- لابرينث على موقع أول ميوزيك (الإنجليزية)
- لابرينث على موقع ديسكوغز (الإنجليزية)
- لابرينث على موقع قاعدة بيانات الفيلم (الإنجليزية)